# Orris S. Ferry

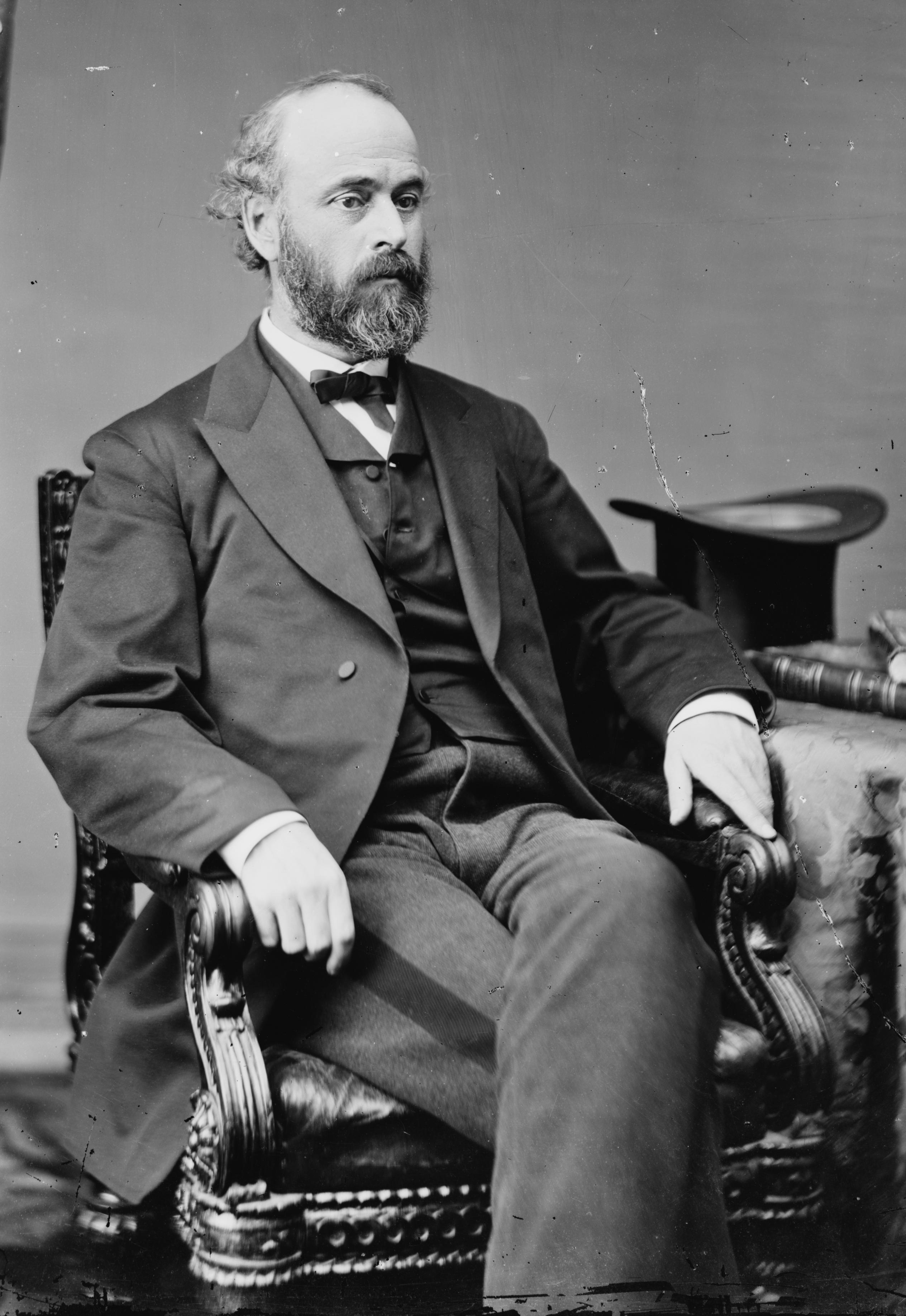
Orris S. Ferry

Orris Sanford Ferry (* 15. August 1823 in Bethel, Connecticut; † 21. November 1875 in Norwalk, Connecticut) war ein US-amerikanischer Politiker (Republikanische Partei), der den Bundesstaat Connecticut in beiden Kammern des Kongresses vertrat.
Nach dem Besuch einer Privatschule in New Haven machte Ferry seinen Abschluss am Yale College im Jahr 1844. Er studierte die Rechtswissenschaften und wurde 1846 in die Anwaltskammer aufgenommen. 1849 übernahm er das Amt eines Richters am Nachlassgericht.
1855 übernahm Orris Ferry sein erstes politisches Amt als Mitglied des Senats von Connecticut, wo er bis 1856 verblieb. Danach arbeitete er bis 1859 als Staatsanwalt des Fairfield County. Noch im Jahr 1856 hatte er erfolglos für das US-Repräsentantenhaus kandidiert, doch zwei Jahre später wurde er in diese Kammer gewählt. Nach zweijähriger Amtszeit vom 4. März 1859 bis zum 3. März 1861 verfehlte er die Wiederwahl.
Nach dem Ausbruch des Bürgerkriegs schloss sich Ferry 1861 der Unionsarmee an. Zunächst diente er im Rang eines Colonel in einem Infanterie-Freiwilligenregiment aus Connecticut, das vor allem bei der unmittelbaren Verteidigung von Washington, D.C. eingesetzt wurde, ehe er von 1862 bis 1865 den Rang eines Brigadier General bei den United States Volunteers bekleidete.
Als der Krieg beendet war, nahm Orris S. Ferry seine politische Karriere wieder auf. Er wurde 1866 für die Republikaner in den US-Senat gewählt und 1873 bestätigt. Er starb während seiner zweiten Amtszeit am 21. November 1875. Zwischenzeitlich hatte er sich den Liberalrepublikanern angeschlossen, einer 1872 gegründeten Abspaltung der Republikanischen Partei.